# Peter-Behrens-Schule
Die Peter-Behrens-Schule (PBS) ist eine berufsbildende Schule in Darmstadt. Das Gebäude wurde in den frühen 1960er Jahren erbaut. Es steht zusammen mit dem Gebäude der benachbarten Erasmus-Kittler-Schule in der Denkmalschutzliste der Stadt Darmstadt und wurde nach den Plänen von Peter Grund erbaut. Die Peter-Behrens-Schule bildet zusammen mit der Erasmus-Kittler-Schule das Berufsschulzentrum Mitte, das während der letzten Jahre durch zwei Neubauten ergänzt wurde.
Die Peter-Behrens-Schule besitzt eine Außenstelle (49° 52′ 17,5″ N, 8° 39′ 49,8″ O) in der Martin-Buber-Straße in Darmstadt und ist nach dem deutschen Architekten, Maler, Designer und Typograf Peter Behrens benannt.

## Fachbereiche
- Berufsschule für Ausbildungsberufe in den Berufsfeldern: Bau- und Holztechnik, Drucktechnik und Mediengestaltung, Ernährung und Hauswirtschaft, Chemie, Physik und Biologie sowie Farbtechnik und Raumgestaltung.
- Berufsvorbereitende Bildungsgänge
- Berufsfachschule in Ernährung und Hauswirtschaft sowie Drucktechnik und Mediengestaltung und für chemisch-technische  Assistenten
- Fachoberschulen: Form A in Gestaltung und Form B in Gestaltung, Bautechnik und chemische/physikalische Technik sowie Ernährung und Hauswirtschaft